# Tachiadenus antaisaka
Tachiadenus antaisaka är en gentianaväxtart som beskrevs av Jean-Henri Humbert. Tachiadenus antaisaka ingår i släktet Tachiadenus och familjen gentianaväxter. Inga underarter finns listade i Catalogue of Life.